# Tungnaárfjöll
Tungnaárfjöll är en bergskedja i republiken Island. Den ligger i regionen Suðurland, 170 km öster om huvudstaden Reykjavík.